# هدیشد
هِدیِشد (به مجاری:  Hegyesd) یک شهرداری در مجارستان است که در ناحیه تاپولتسا واقع شده‌است. هدیشد ۱۱٫۰۵ کیلومتر مربع مساحت و ۱۸۰ نفر جمعیت دارد.